# Нищадски договор
Нищадският договор е споразумение, подписано на 30 август 1721 г. в югозападния финландски град Уусикаупунки (на шведски: Nystad, Нюстад, което буквално означава Нов град), между Русия и Швеция. Понякога се среща и като Нищадтски, Нойщадски или Нойщадтски договор. Утвърждава победата на Петър I в завършилата Велика северна война. Съгласно него Русия получава голяма част от Прибалтика и излаз на Балтийско море. Урежда търговията между двете страни. С този договор Швеция започва да губи мощта си в Северна Европа. Тя сключва договор с другите страни от войната в Стокхолм (през 1719 и 1720 г.) и във Фредериксборг (1720 г.).
По време на войната Петър I окупира всички шведски владения, разположени на източното Балтийско крайбрежие. Това включва шведската част на Ингрия (където през 1703 г. започва строежът на бъдещата руска столица Санкт Петербург), шведската част на Естония и на Ливония (които капитулират още през 1710 г.), и Финландия.
В Нюстад (Нищад) крал Фредерик I Шведски формално признава прехвърлянето на Естония, Ливония, Ингрия и Югоизточна Финландия (Кексхолмслен и части от Карелия) на Русия. В замяна получава два милиона златни талера, а Русия връща голяма част от Финландия на Швеция.
Договорът кодифицира правата на германо-балтийската аристокрация в Естония и Ливония да поддържат своята финансова система, съществуващата митническа граница, самоуправлението, лутеранското вероизповедание, както и упражняването на немския език. Това специално положение в Руската империя е препотвърждавано от всички руски царе, започвайки от Петър Велики (1682 – 1725) и свършвайки с Александър II (1855 – 1881).
Нищад показва яркото разместване в баланса на силите в Европа – времето на Шведската империя приключва и тя навлиза в Ерата на свободата, а Русия излиза на преден план като нова империя.